# Myotis tschuliensis
Espèce
Synonymes
- Myotis nattereri tschuliensis Kuzjakin, 1935

Statut de conservation UICN

 NE  : Non évalué
Myotis tschuliensis est une espèce de chauves-souris de la famille des Vespertilionidae. Décrite en 1935 puis considérée comme sous-espèce du Murin de Natterer (Myotis nattereri) à partir de 1984, elle est à nouveau traitée comme espèce à part entière à partir de 2019.

## Répartition
Cette espèce vit dans le Sud du Turkménistan et dans le nord de l'Iran. De l'autre côté de la mer Caspienne, une population caucasienne est aussi habituellement rapportée à cette espèce, mais pourrait en réalité représenter une espèce distincte, encore non décrite en 2020,.

Répartition approximative des espèces du « groupe M. nattereri », selon l'UICN, Benda (2006), Puechmaille (2012), Salicini (2013), Çoraman (2019), López Gallego (2020) et Uvizl & Benda (2021). Les localités types des différents taxons sont indiquées par des étoiles. De nombreuses zones d'incertitude, signalées par des points d'interrogation, demeurent.
M. tschuliensis
M. schaubi araxenus
M. hoveli
M. nattereri
M. crypticus
M. escalerai
M. zenatius
M. sp. C